# Ōiso-juku

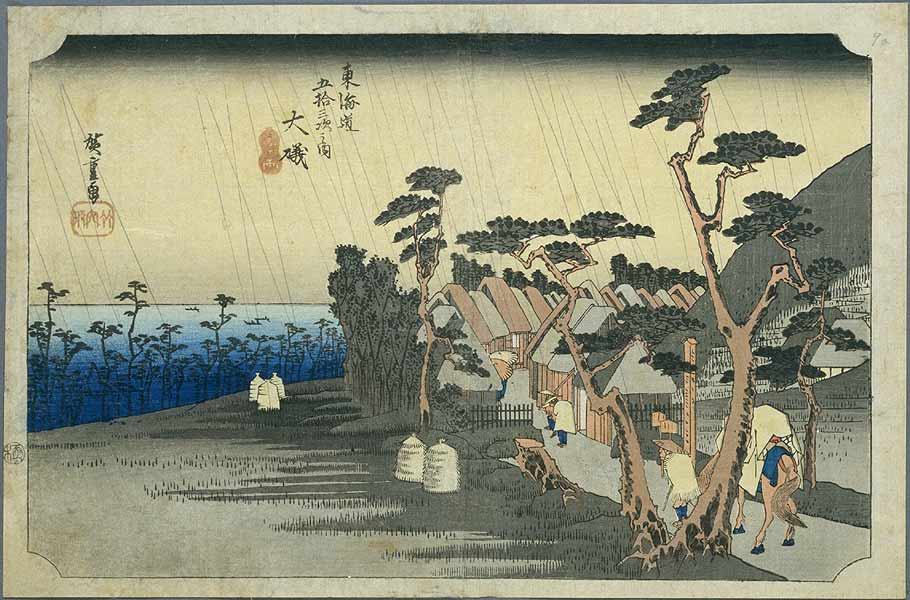
Ōiso-juku dans les années 1830, estampe de Hiroshige de l'édition Hoeido de la série Les Cinquante-trois Stations du Tōkaidō (1831-1834).

Ōiso-juku (大磯宿, Ōiso-juku) était la huitième des cinquante-trois stations (shukuba) du Tōkaidō. Elle est située dans la ville d'Ōiso, dans le district de Naka, préfecture de Kanagawa au Japon.

## Histoires
Ōiso-juku fut créée en 1601 par Tokugawa Ieyasu avec les autres stations originelles le long du Tōkaidō. En 1604, Ieyasu planta une colonnade de pins et de micocouliers longue de 3,9 km afin de fournir de l'ombre aux voyageurs.
La célèbre estampe ukiyoe d'Ando Hiroshige (édition Hoeido) de 1831-1834 montre des voyageurs en imperméables faits de paille venant de l'océan et entrant dans un village sous une pluie battante. L'un est à cheval, les autres à pied sur une route longée de pins. En revanche, l'édition Kyōka de la fin des années 1830 dépeint un village prospère donnant sur une vaste étendue de la baie de Sagami avec les montagnes de la péninsule d'Izu au lointain.